# Wojciech Rydz
Pour les articles homonymes, voir Rydz.
Wojciech Rydz, né le 9 mars 1932 et mort le 8 janvier 2018, est un escrimeur polonais, pratiquant le fleuret et l'épée.

## Biographie
Après sa carrière sportive, Wojciech Rydz a été entraineur et juge international.

## Palmarès

### Jeux olympiques
- 1952 à Helsinki
  - participation en équipe et en individuel

### Championnats du monde
- 1950 à Rome, Italie
  - 8e en fleuret individuel

### Championnats de Pologne

#### Individuel en fleuret
- en 1955:
  - 1  Champion de Pologne
- en 1950 et 1952:
  - 2  Vice-Champion de Pologne
- en 1953:
  - 1  troisième place

#### Individuel en épée
- en 1952, 1955, 1956 et 1957:
  - 4  Champion de Pologne
- en 1951 et 1959:
  - 2  Vice-Champion de Pologne
- en 1962:
  - 1  troisième place